# 沃爾富肯普盧伊鄉
47°51′N 26°20′E / 47.850°N 26.333°E
沃爾富肯普盧伊鄉（羅馬尼亞語：Comuna Vârfu Câmpului, Botoșani），是羅馬尼亞的鄉份，位於該國東北部，由博托沙尼縣負責管轄，面積72平方公里，海拔高度299米，2007年人口3,926，人口密度每平方公里54人。